# 三浦為積
三浦 為積（みうら ためあつ）は、江戸時代後期の紀州藩家老。三浦長門守家第6代当主。官位は従五位下長門守。

## 生涯
天明元年（1781年）9月14日、紀州藩家老・三浦為脩の長男として紀伊国で生まれる。幼名は丈之助。寛政元年（1789年）1月15日に藩主・徳川治貞に初めて拝謁し、父の死去により同年10月に家督を相続する。
寛政6年（1794年）6月1日、藩主・徳川治宝に拝謁し、寛政8年（1796年）4月13日に治宝を烏帽子親として元服。寛政9年（1797年）には江戸に出府し、同年11月1日に第11代将軍・徳川家斉に拝謁。同年12月には従五位下長門守に任官。寛政10年（1798年）5月15日、紀州藩附家老を務める叔父・安藤道紀の娘と婚姻。
文化5年（1808年）、先祖である三浦義同と正木時忠の供養塔を正文寺（千葉県南房総市）に建立する。文化8年（1811年）4月22日に江戸赤坂伝馬町の屋敷を返上し、替地として四谷天龍寺前の牧野織部上地（780坪）を賜る。文化11年（1814年）6月10日に江戸出府を命ぜられ、同年中に江戸木挽町の寄合・榊原采女屋敷を拝領し、翌文化12年（1815年）4月15日に家斉・家慶父子に拝謁。文政3年（1820年）4月1日に紀州帰国の命を受け、同年4月28日に病を理由に隠居して家督を嫡男・為章に譲る。
天保8年（1837年）8月15日、病のため死去。享年57（満55歳没）。墓所は和歌山県和歌山市の了法寺。

## 系譜
- 父：三浦為脩
- 母：植村家道の娘
- 正室：真珠院（安藤道紀の娘）
  - 長男：三浦為章
- 側室：飯田甚三郎の娘
  - 三女：禎（早世）
- 側室：近藤甚左衛門の娘
  - 五女：藤（早世）
  - 六女：庸（早世）
- 側室：水上広道（武太夫）の娘
  - 七女：雅（初名は久、角倉玄寧室）
- 側室：志富田一作の娘
  - 十一女：志津衛（早世）
  - 四男：鈴木皐吉（鈴木四郎兵衛の養子）
- 側室：近藤十兵衛の娘
  - 十二女：藤野（正木主殿[1]室のち津守上野介室）
- 側室：水谷英祐の娘
  - 十三女：おいの（早世）
  - 十四女：良（早世）
  - 五男：中之助（早世）
  - 十五女：睦（山中大輔[2]室のち有本兵庫[3]室）
- （生母不詳）
  - 長女：郁（安藤直則室）
  - 次女：美材（伊達正時[4]室）
  - 四女：楠（初名は本、金森良方[5]室）
  - 次男：藤次郎（初名は陽之助、早世）
  - 三男：欽之丞（早世）
  - 八女：キシ（初名は兼、早世）
  - 九女：盈（大屋良太郎室）
  - 十女：静（石丸源五郎室のち吉村源三郎室）